# Carles de Banyuls i Comte
Carles de Banyuls i Comte (1647 - Barcelona 1687) fou un noble català del segle xvii, senyor de Nyer. Descendia dels Banyuls medievals; era el fill de Tomàs de Banyuls i d'Orís i germà de Francesc de Banyuls i Comte.
Durant la Guerra dels Segadors havia lluitat al costat del seu pare al servei de la Generalitat contra el rei Felip IV de Castella. Però el trencament de l'aliança amb França i la divisió de Catalunya a causa del Tractat dels Pirineus el convertí en un enemic de les noves autoritats als Comtats de Rosselló i Cerdanya. Va participar en la lluita antifrancesa amb els angelets de la terra. El 1674 era un dels membres que havia de participar en la conspiració de Vilafranca de Conflent que pretenia iniciar una revolta i reunificar Catalunya obrint el pas a l'exèrcit reial castellà; el complot, però, va fracassar perquè fou descobert el mes d'abril i es veié obligat a fugir. Posteriorment encara va col·laborar amb el governador de Puigcerdà Jerónimo Dualdo conquerint l'Alta Cerdanya i l'Alt Conflent. Va acabar a Barcelona, on va morir el 1687. Paral·lelament les autoritats franceses oficialment el van sentenciar a mort i li embargaren totes les propietats.
En canvi, la seva dona Tomasina d'Ardena i d'Aragó (? - 1693) (que era la filla de Josep d'Ardena i de Sabastida, mariscal de camp de Lluís XIII) no va fugir pas, sinó que es mantingué obedient als francesos. Va poder retenir el títol de baronessa de Nyer i li fou entregada la propietat de les possessions embargades al seu marit. Ja el 1675 fou ascendida amb el nou títol de marquesa de Montferrer, que abans només era una senyoria. Es va casar per segona vegada amb Pere d'Hervault d'Ardena. Aquest acabaria venent la baronia de Nyer i el marquesat al germà de Carles, Francesc de Banyuls i Comte, qui continuaria la línia dels Banyuls com a militars obedients a França.